# Archidiecezja Anchorage-Juneau
Archidiecezja Anchorage-Juneau (łac. Archidioecesis Ancoragiensis-Junellensis, ang. Archdiocese of Anchorage-Juneau) – rzymskokatolicka archidiecezja ze stolicą w Anchorage, w stanie Alaska w Stanach Zjednoczonych.

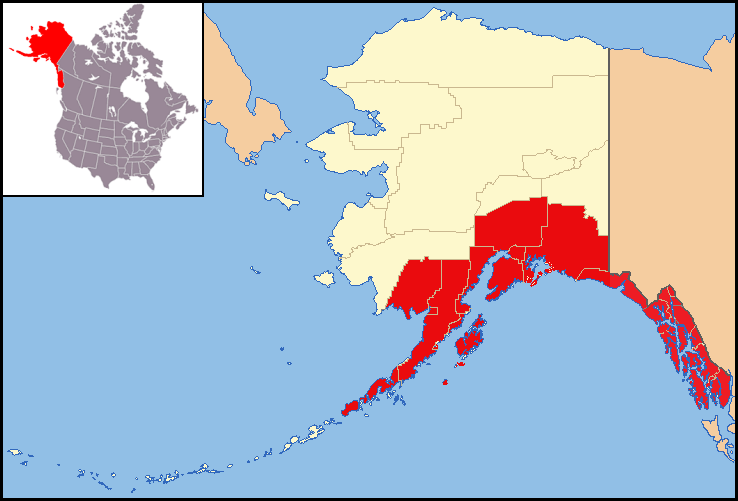
Mapa archidiecezji

Ustanowiona 22 stycznia 1966 przez papieża Pawła VI. Obejmuje obszar środkowo-południowej Alaski.
Archidiecezja Anchorage-Juneau jest główną diecezją metropolii Anchorage-Juneau. Oprócz niej w skład metropolii wchodzi diecezja Fairbanks.

## Podział administracyjny
- Dekanat Anchorage & Eagle River
- Dekanat Outside Anchorage

## Historia
Rozrost wspólnoty wiernych w Anchorage i w okolicy spowodował wyłączenie 22 stycznia 1966 z diecezji Juneau archidiecezji ze stolicą w Anchorage.
W 1981 Anchorage odwiedził papież Jan Paweł II. W mszy świętej w Anchorage Park Strip uczestniczyło około 50 000 osób.
19 maja 2020 decyzją papieża Franciszka do archidiecezji przyłączono zniesioną diecezję Juneau. Zarówno nazwa metropolii jak i archidiecezji została zmieniona na Archidiecezja Anchorage-Juneau.

## Główne świątynie
- Katedra: Katedra Najświętszej Maryi Panny z Guadalupe w Anchorage
- Konkatedra: Konkatedra Narodzenia Najświętszej Maryi Panny w Juneau

Na terenie diecezji znajduje się także narodowe sanktuarium św. Teresy (Juneau).

## Arcybiskupi
- John Joseph Thomas Ryan (7 lutego 1966 – 4 listopada 1975)
- Francis Hurley (4 maja 1976 – 3 marca 2001)
- Roger Schwietz OMI (3 marca 2001 – 4 października 2016)
- Paul Etienne (4 października 2016 – 29 kwietnia 2019)
  - Andrew Bellisario (7 czerwca 2019 – 19 maja 2020) biskup Juneau
- Andrew Bellisario (19 maja 2020 – nadal)